# Deltentosteus
Deltentosteus è un genere di pesci ossei marini appartenenti alla famiglia Gobiidae.

## Distribuzione e habitat
Sono diffusi nel mar Mediterraneo e nel nord Atlantico orientale tra il golfo di Guascogna e il Nord Africa.
Vivono su fondi sabbiosi nei piani infralitorale e circalitorale.

## Specie
- Deltentosteus collonianus
- Deltentosteus quadrimaculatus